# Rauraques
Les Rauraques (en latin : Rauraci) constituent un peuple celte originellement établi dans la Ruhr

## Ethnonymie
Rauraques est la francisation de Rauraci, comme Bellovaques de Bellovaci. Il s'agit vraisemblablement d'un dérivé du nom de la rivière Raura, l'actuelle Ruhr, avec le suffixe celtique localisant -āko- que l'on retrouverait également dans le nom de la tribu des Bellovaques et accolé au nom de la tribu des Parisii sur le pilier des Nautes parisiens : Nautae Parisiaci « les Nautes de chez les Parisii ». Il signifierait « ceux (des bords) de la Ruhr ».
Le nom de la région de la Ruhr dérive peut-être de cet ethnonyme, avec perte du suffixe.

## Historique
Confrontés à la migration de la peuplade germanique des Suèves au début du Ier siècle av. J.-C., les Rauraques émigrent sur l'extrême nord du territoire des Séquanes (actuel Sundgau) ainsi que dans les actuels cantons de Bâle-ville et Bâle-campagne. Établis aux confins des territoires occupés par les Triboques, Latobices et Tulinges, ils sont de nouveau confrontés aux Suèves lors de la colonisation du territoire séquane par ces derniers à partir de -60 et se réfugient en Rhétie.
Avec les Tulinges, Latobices et Boïens, les Rauraques se joignent aux Helvètes lors de leur tentative de migration vers l’ouest de la Gaule en -58. Défaits avec ces derniers par Jules César, les Rauraques rescapés sont repoussés avec leurs compagnons d'infortune au-delà du massif du Jura. Excepté les Boïens installés en territoire éduen, ces peuples formeront l'Helvétie.

## Cités
Leurs villes principales étaient Augusta Raurica (Augst) le chef-lieu , Basilia (Bâle), Argenluaria (Artzenheim), et Argentovaria (Horbourg-Wihr), Biesheim, en Alsace (Haut-Rhin).
En 1792, une partie de l'ancien évêché de Bâle s'est proclamé indépendant sous le nom de République rauracienne.